# Navaleno
Navaleno és un municipi de la província de Sòria, a la comunitat autònoma de Castella i Lleó. Pertany a la comarca de Pinares.
S'hi va rodar una escena de la pel·lícula Doctor Zhivago de David Lean, a l'estació de ferrocarril, i aquest any van haver d'improvisar neu artificial perquè no nevava quan van voler rodar les escenes.

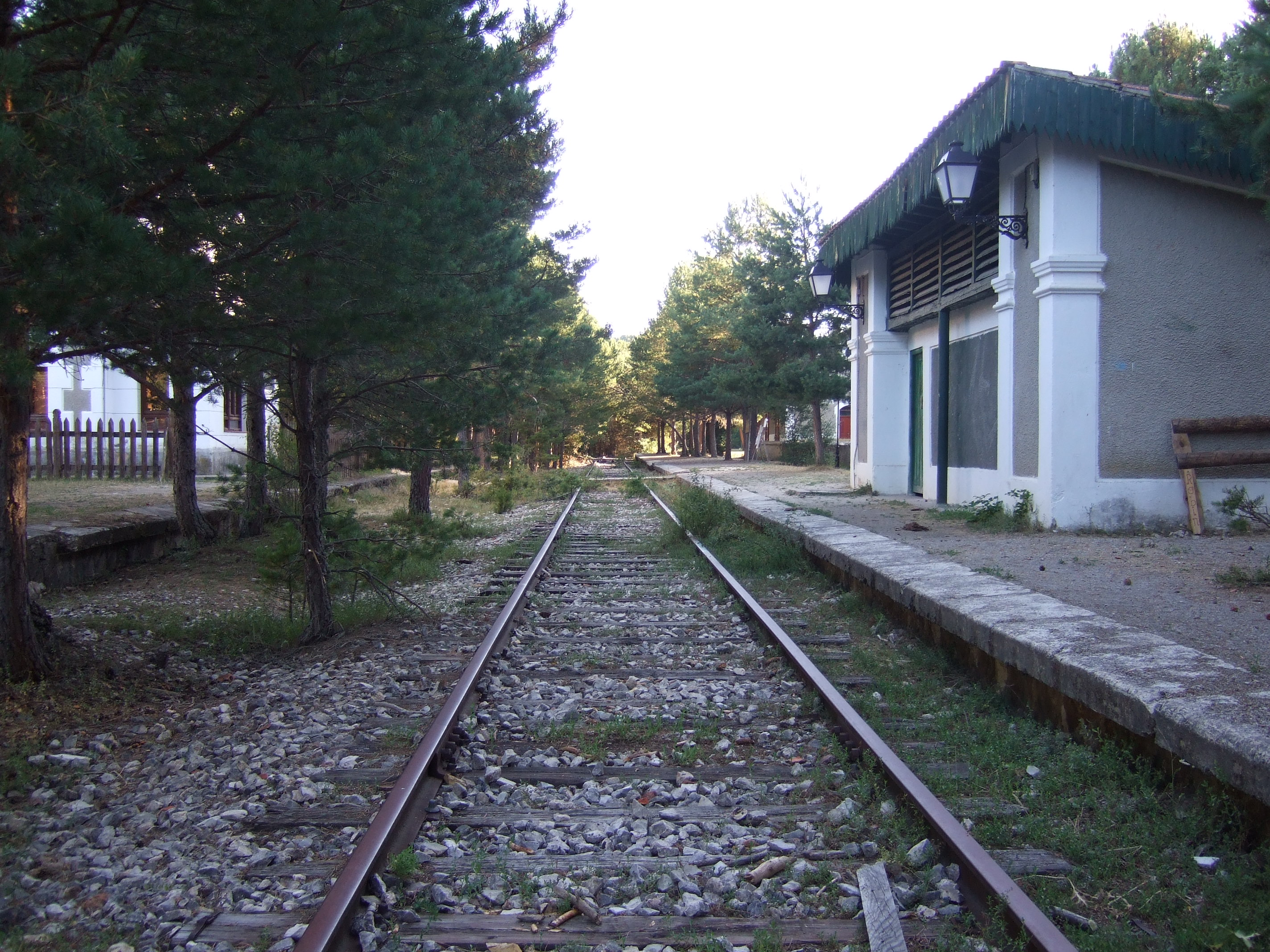
Estació de ferrocarril de Navaleno